# Van der Duyn

Familiewapen van Van der Duyn

Van der Duyn is een Nederlands oud-adellijk geslacht waarvan leden vanaf 1814 gingen behoren tot de Nederlandse adel van het koninkrijk en dat in 1969 is uitgestorven.

## Geschiedenis
Het oud-adellijke geslacht stamt af van de middeleeuwse geslachten Van Teylingen en Brederode. Stamvader van het geslacht Van der Duyn is ridder Dirk van Teylingen die vermeld wordt tussen 1205 en 1231. Een achterkleinzoon van de laatste, Willem, nam de naam Van der Duyn aan en was de eerste bestuurder in de familie. De beroemdste telg van het geslacht is Frans Adam van der Duyn van Maasdam (1771-1848), lid van het driemanschap.
In 1814 werden twee leden benoemd in de ridderschap van Holland. In 1815 werd aan jhr. A.F. van der Duyn van Maasdam de titel van graaf bij eerstgeboorte verleend. In 1822 verkregen de afstammelingen van A.J. van der Duyn de titel van baron (op allen), voor zover niet gerechtigd tot een hogere titel. In 1874 werd aan G. baron van der Duyn verleend de titel van graaf op allen.

## Enkele telgen
Dirk van Teylingen, ridder, vermeld 1205-1231
- Florens van Brederode / Floris van Brederode (1230-1306), ridder, vermeld 1270-1293 (heer van Doortoge en van Zegwaard)
  - Jan van den Doortoge, gesneuveld in de strijd tegen de West-Friezen in 1297
    - Willem van der Duyn, schout van Zevenhuizen (1320), hoogheemraad van Schieland (1347)
      - Floris van der Duyn, vermeld 1366
        - Jan van der Duyn, vermeld 1377, 1388-1393
          - Adam van der Duyn, heemraad van Schieland (1405-1415) (†1417)
            - Jacob van der Duyn, gouverneur van Slot Loevestein, († tussen 1438 en 1441)
              - Adam van der Duyn, hoogheemraad van Schieland (†1469)
                - Jacob van der Duyn, baljuw, heemraad en hoogheemraad van Schieland (†1506)
                  - Adam van der Duyn, lid van de Ridderschap van Holland, baljuw en Ruwaard van Putten, hoogheemraad van Schieland (†1548)
                    - Nicolaas van der Duyn, baljuw en dijkgraaf van Schieland (†1564)
                      - Adam van der Duyn, heer van 's-Gravenmoer (†1629)
                        - Nicolaas van der Duyn, heer van 's-Gravenmoer, enz. (†1649)
                          - Adam van der Duyn, heer van 's-Gravenmoer (1639-1693), onder andere luitenant-generaal
                            - Adam Adriaan van der Duyn, heer van 's-Gravenmoer, enz. (1683-1753), onder andere luitenant-generaal, lid van de Ridderschap van Holland; trouwde in 1715 Anna Maria Elisabeth van Dorp, vrouwe van Maasdam (1688-1749)
                              - Aarnout Joost van der Duyn, heer van 's-Gravenmoer, Maasdam, enz. (1718-1785), onder andere generaal, lid van de Ridderschap van Holland
                                - Willem van der Duyn, heer van 's-Gravenmoer en Maasdam (1749-1813), onder andere generaal-majoor, lid van de Ridderschap van Holland
                                  - mr. Adam Frans Jules Armand graaf van der Duyn, heer van 's-Gravenmoer en Maasdam (1771-1848), onder andere luitenant, lid van de Ridderschap van Holland, lid van het driemanschap, minister van Staat
                                    - Godert Anne Gerard graaf van der Duyn (1800-1865), generaal-majoor
                                    - Guillaume graaf van der Duyn (1803-1880), luitenant-generaal
                                      - Adam François Maximiliaan graaf van der Duyn (1847-1911), majoor
                                        - Guillaume François Maximilien graaf van der Duyn (*1888)
                                        - Anna Françoise Agnes gravin van der Duyn (1893-1969), laatste telg van het geslacht van der Duyn

                                    - mr. François Maximiliaan baron van der Duyn, heer van Maasdam (1807-1889), lid gemeenteraad, wethouder en locoburgemeester van 's-Gravenhage

                                - Willem Hendrik baron van der Duyn, heer van Benthorn (1755-1832), generaal-majoor, lid van de Ridderschap van Holland
                                  - Willem Lodewijk baron van der Duyn, heer van Benthorn (1792-1871), ritmeester

## Wapen
Het geslacht Van der Duyn voert hetzelfde wapen als het uitgestorven geslacht Van Teylingen, te weten: In goud een leeuw van rood, getongd en genageld van blauw en op de borst een barensteel van blauw. Het wapen is identiek aan dat van de graven van Holland. Het gebruik van de barensteel doet vermoeden dat de familie Van Teylingen wellicht afstamt van een jongere familietak van de graven van Holland.

## Rouwbord
In de Oude Kerk te Rijswijk hangt een rouwbord voor Aernout Joost van der Duyn, overleden in 1785. Bij de Bataafse Omwenteling mocht de familie het bord meenemen. In 1971 ontdekte de toenmalige Rijswijkse kerkarchivaris Hans Winkelman, dat het zich in kasteel Soelen bevond. In afwachting van een andere bestemming van het kasteel, was het bord gedemonteerd. J.A. Völcker van Soelen (1932-2011), telg uit het geslacht Völcker, heeft het vervolgens in bruikleen aan de kerk van Rijswijk afgestaan. Sindsdien hangt het weer in de oorspronkelijke ruimte. Op het bord zijn de wapenschilden van de 16 kwartieren van Aernout Joost afgebeeld.
D'Aubremé † ·
Bentinck † ·
Van den Bosch ·
De Borchgrave d'Altena ·
Van Bylandt ·
Du Chastel de la Howarderie † ·
Van Gronsfeld Diepenbrock † ·
Dumonceau ·
Van der Duyn † ·
Festetics de Tolna ·
De Ficquelmont † ·
De Geloes ·
Van der Goltz † ·
Van Heerdt † ·
Van Heiden † ·
De Hochepied ·
Van Hoensbroeck ·
Van Hogendorp · 
Von Hompesch-Rürich † · 
De Larrey † ·
Van Limburg Stirum · 
Van Lynden ·
De Marchant et d'Ansembourg ·
Van Nassau la Lecq † ·
De Norman d'Audenhove ·
Von Oberndorff ·
Van Oranje-Nassau van Amsberg · 
De Perponcher Sedlnitsky ·
Von Quadt ·
Van Randwijck ·
Von Ranzow ·
Van Rechteren ·
Van Reede † ·
Van Renesse † · 
De Riquet de Caraman ·
Schimmelpenninck ·
Zu Stolberg-Stolberg ·
Van Wassenaer † ·
Wolff Metternich † ·
Van Zuylen van Nijevelt

Geslachten die tot de adel van het Koninkrijk der Nederlanden behoren of hebben behoord. Lijst volgens opgave van de Hoge Raad van Adel. †: Geslacht uitgestorven of titel vervallen.